# Dompierre-sur-Mer
Dompierre-sur-Mer ist eine französische Gemeinde im Département Charente-Maritime in der Region Nouvelle-Aquitaine. Sie gehört zum Arrondissement La Rochelle und zum Kanton Aytré. Die Bewohner nennen sich Dompierrois(es).

## Geographie
Anders als der Name erwarten lässt, liegt Dompierre-sur-Mer nicht unmittelbar am Atlantik, sondern etwa zehn Kilometer im Hinterland.
Die Gemeinde liegt im Ballungsraum nordöstlich von La Rochelle. Dompierre-sur-Mer wird umgeben von den Nachbargemeinden Saint-Xandre im Norden und Nordwesten, Sainte-Soulle im Osten, Bourgneuf im Südosten, Périgny im Süden und Südwesten sowie Puilboreau im Westen. Das Gemeindegebiet wird vom Canal de Marans à La Rochelle durchquert. Durch die Gemeinde führt die Route nationale 11.

## Bevölkerungsentwicklung
| Jahr      | 1962 | 1968 | 1975 | 1982 | 1990 | 1999 | 2006 | 2011 | 2019 |
| Einwohner | 1789 | 1947 | 2928 | 3472 | 3627 | 4305 | 5275 | 5337 | 5638 |

## Sehenswürdigkeiten
Siehe auch: Liste der Monuments historiques in Dompierre-sur-Mer
- Tunnel Saint-Léonard, Einhausung des Canal de Marans à La Rochelle über 33 Meter; errichtet 1850, Monument historique seit 1970
- Früheres Areal vom Kloster St-Léonard-des-Chaumes, vermutlich um 1040 von Benediktinern gegründet, 1168 als Zisterzienserkloster nachgewiesen, aufgelöst 1791, sämtliche Gebäude sind abgetragen

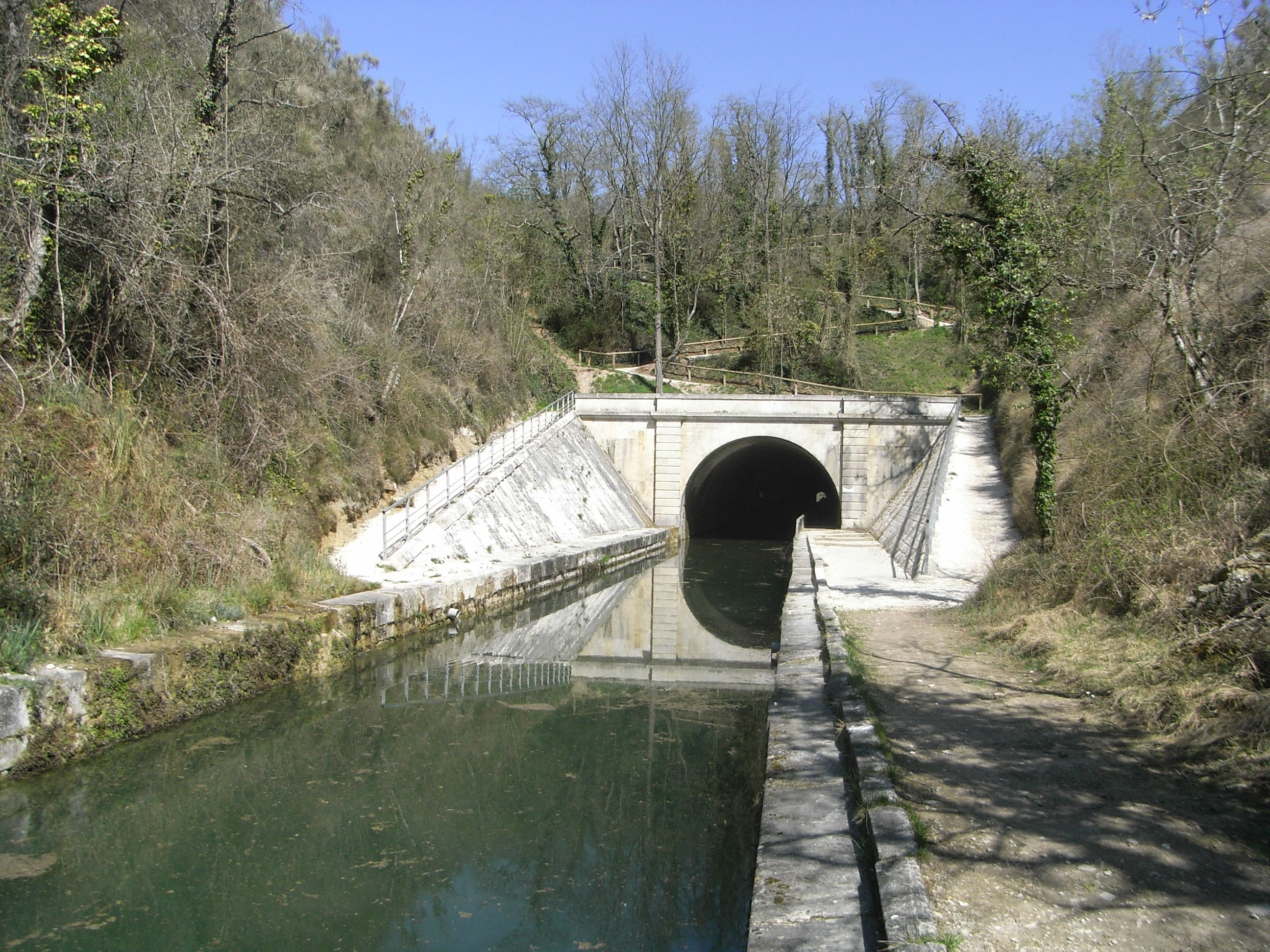
Tunnel Saint-Léonard

## Persönlichkeiten
- Auguste-Louis de Rossel de Cercy (1736–1804), Maler
- Jacques Archambault (um 1604–1688), Siedler, errichtete den ersten Brunnen für Montreal